# Андакольо (Чили)
Андакольо  (исп. Andacollo) — город в Чили. Административный центр одноимённой коммуны. Население города — 9444 человек (2002). Город и коммуна входят в состав провинции Эльки и области Кокимбо.
Территория — 310 км². Численность населения — 11 044 жителя (2017). Плотность населения — 35,7 чел./км².

## Расположение
Город расположен в 40 км на юго-восток от адм. центра области города Ла-Серена.
Коммуна граничит:
- на севере — коммуна Ла-Серена
- на северо-востоке — коммуна Викунья
- на юго-востоке — коммуна Рио-Уртадо
- на юго-западе — коммуна Овалье
- на западе — коммуна Кокимбо

## Достопримечательности

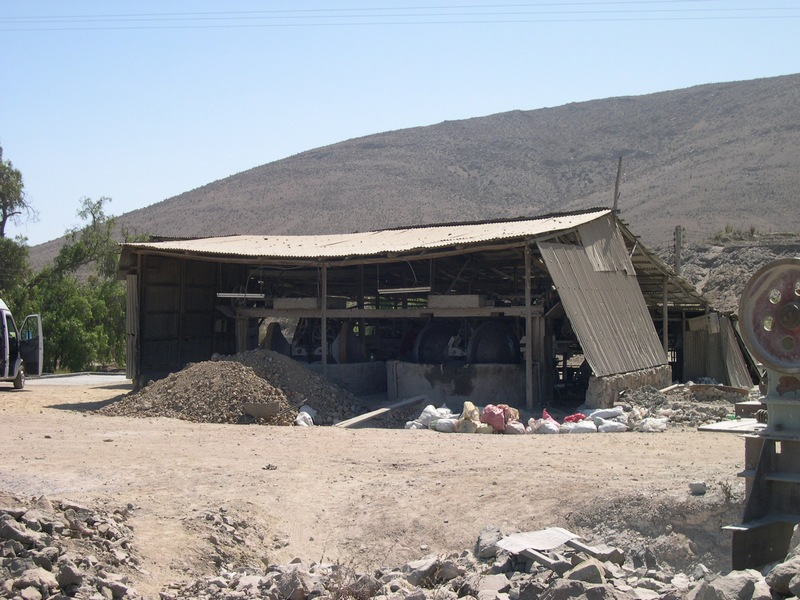
Добыча золота в Андакольо

- Большая церковь Андакольо (см.фото)
- Базилика Андакольо (см.фото)

## Экономика
Основана на добыче медных и золотоносных руд.
В последнее время добыча руд в месторождении значительно уменьшилась, приводя к ухудшению жизни населения города. 40 % населения города живёт за чертой бедности.
Уменьшение занятости в горнорудной промышленности привело к развитию сферы услуг, кустарных промыслов и туризма, связанных с историческим и культурным богатством местности.

## Демография
Согласно сведениям, собранным в ходе переписи 2017 г. Национальным институтом статистики (INE), население коммуны составляет:
| Полное население                          | Полное население                          | Полное население                          | Полное население                          | Полное население                          | 11 044 |
| ----------------------------------------- | ----------------------------------------- | ----------------------------------------- | ----------------------------------------- | ----------------------------------------- | ------ |
| в том числе:                              | Городское население                       | 10 008                                    | Процент городского населения, %           | 90,62                                     |        |
|                                           | Сельское население                        | 1 036                                     | Процент сельского населения, %            | 9,38                                      |        |
|                                           | Мужское население                         | 5 519                                     | Процент мужского населения, %             | 49,97                                     |        |
|                                           | Женское население                         | 5 525                                     | Процент женского населения, %             | 50,03                                     |        |
| Плотность населения, чел/км²              | Плотность населения, чел/км²              | Плотность населения, чел/км²              | Плотность населения, чел/км²              | Плотность населения, чел/км²              | 35,7   |
| Население коммуны в % к населению области | Население коммуны в % к населению области | Население коммуны в % к населению области | Население коммуны в % к населению области | Население коммуны в % к населению области | 1,46   |

| Динамика изменения населения коммуны | Динамика изменения населения коммуны | Динамика изменения населения коммуны | Динамика изменения населения коммуны |
| ------------------------------------ | ------------------------------------ | ------------------------------------ | ------------------------------------ |
| 1992                                 | 2002                                 | 2012                                 | 2017                                 |
| 12246                                | 10288▼                               | 11266▲                               | 11044▼                               |

## Важнейшие населенные пункты[4]
| № | Населённый пункт | Населённый пункт (исп.) | Категория | Население чел. (2002) | На карте                        |
| - | ---------------- | ----------------------- | --------- | --------------------- | ------------------------------- |
| 1 | Андакольо        | Andacollo               | город     | 9444                  | 30°13′56″ ю. ш. 71°05′05″ з. д. |